# Bernoullianum

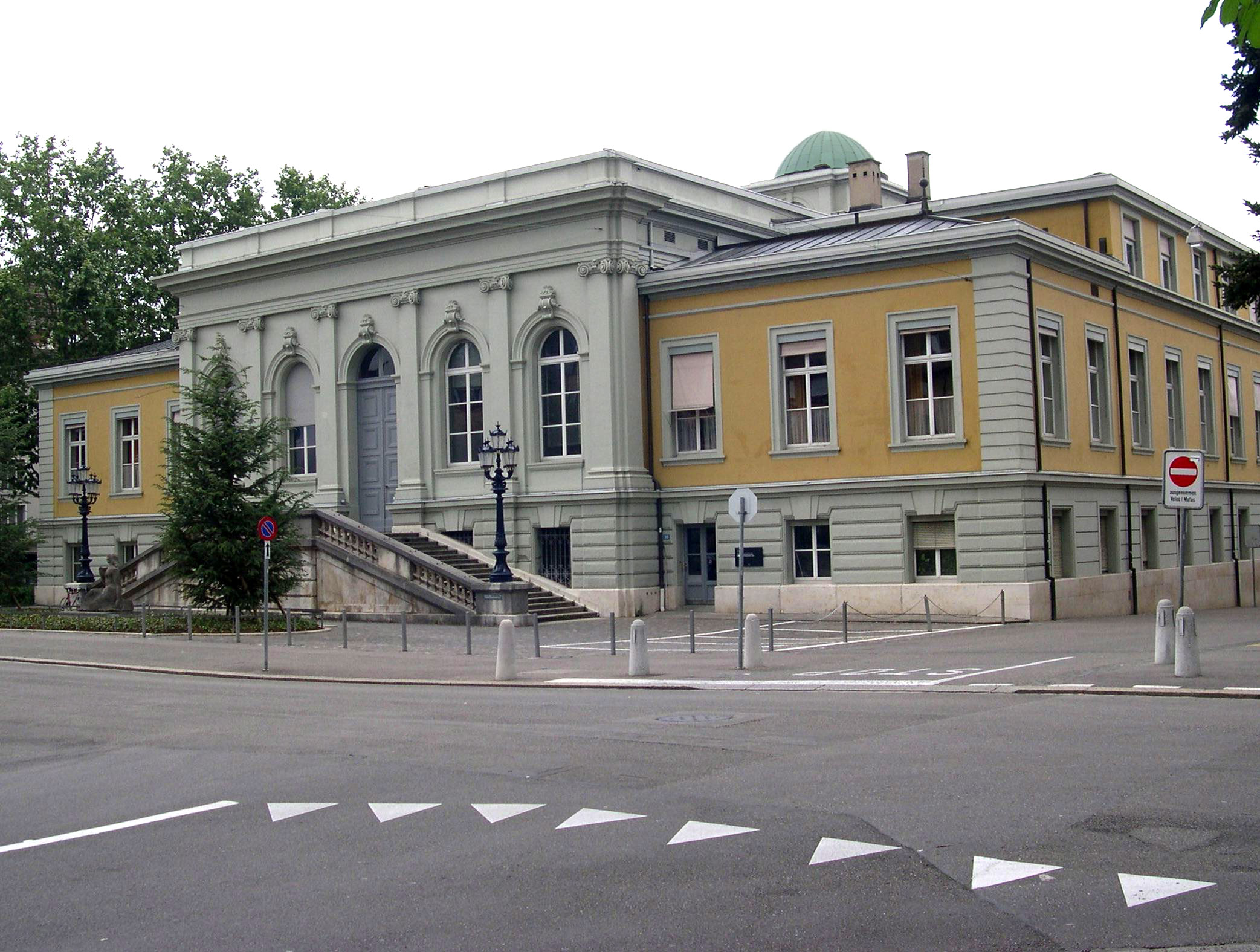
Bernoullianum, Frontseite mit Freitreppe

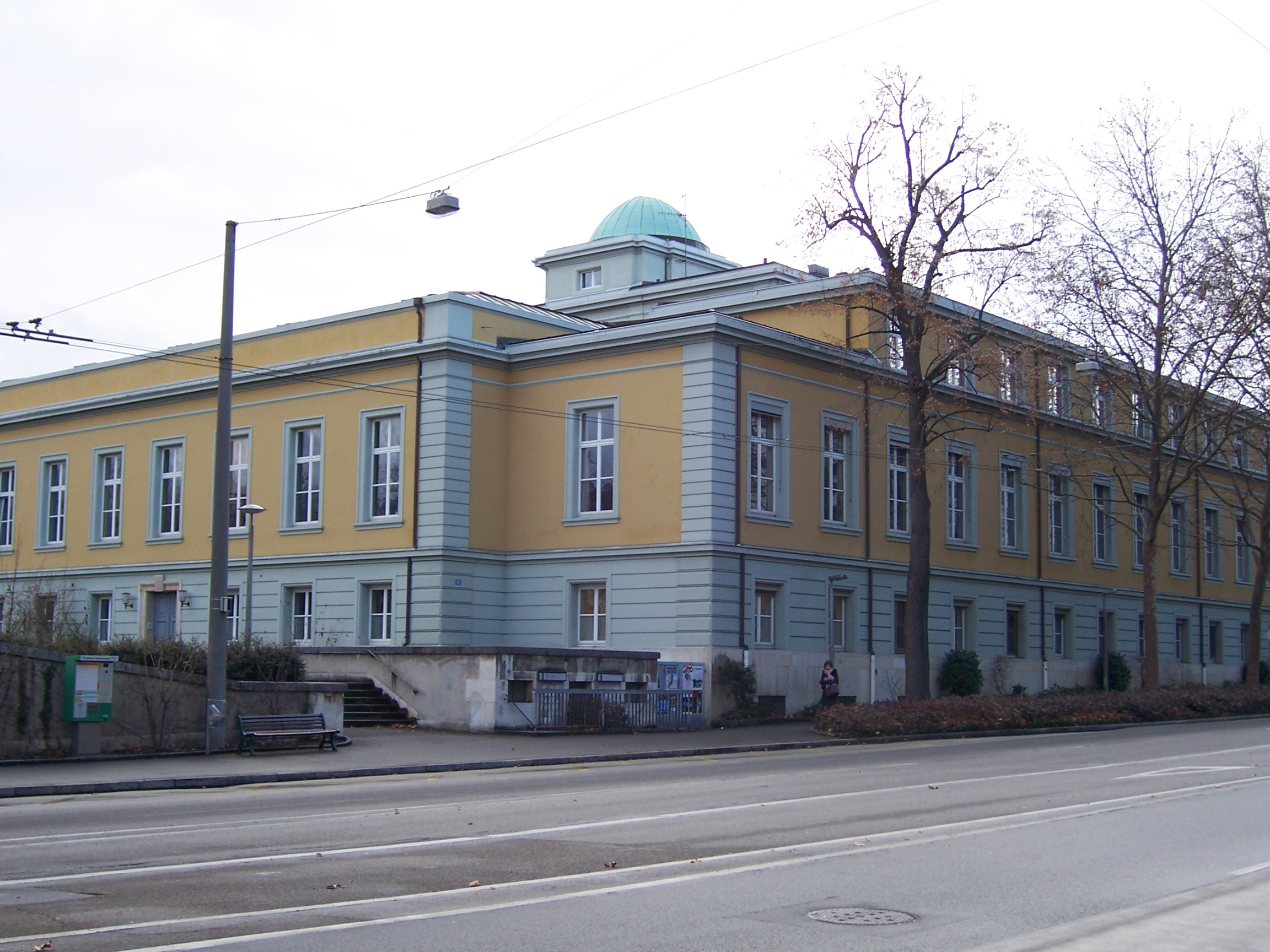
Ansicht von der Bushaltestelle

Das Bernoullianum ist ein denkmalgeschütztes Departementsgebäude der Universität Basel. Es beherbergt mehrere universitäre Institutionen, unter anderem die Geologie, die Umweltgeowissenschaften und das Imaging and Media Lab. Beim Bernoullianum befindet sich auch eine Wetterstation von MeteoSchweiz, die im Sommer häufig nationale Temperaturhöchstwerte misst. Die Basler Verkehrs-Betriebe betreiben eine gleichnamige Bushaltestelle beim Gebäude.

## Geschichte
Das nach der Mathematikerfamilie Bernoulli benannte, erste naturwissenschaftliche Spezialgebäude der Universität Basel wurde 1872–1874 zum 400-Jahr-Jubiläum der Naturwissenschaften an der Universität erbaut und ersetzte Räumlichkeiten im Museum an der Augustinergasse. Sein Architekt war Johann Jakob Stehlin der Jüngere. 1957–1960 wurde es erweitert und innen umgebaut.
Das Gebäude steht auf dem Areal des früheren «Wasenbollwerks» von 1530, das nach dem 1859 begonnenen Abbruch der Stadtmauern frei wurde. Als einstige Anstalt für Physik, Chemie und Astronomie befand sich in ihm bis 1928 die Basler Sternwarte, wovon die Kuppel auf seinem Dach zeugt. In den für populäre Vorträge ausgelegten Hörsaal mit rund 500 Plätzen führt eine Freitreppe an der Front des Monumentalbaus.
Dank Hans Zickendraht erfolgte 1923 vom Bernoullianum aus die erste Schweizer Rundfunksendung, zur Demonstration des Radioempfangs bei Besuchern der Mustermesse Basel.